# Église Saint-Vincent d'Orbigny
Pour les articles homonymes, voir Église Saint-Vincent.
L'église Saint-Vincent d'Orbigny est un édifice religieux, affecté au culte catholique, situé au centre du bourg d'Orbigny, une commune du département d’Indre-et-Loire.
La nef de l'édifice, inscrite comme monument historique, est romane mais l'église a été plusieurs fois remaniée jusqu'au XVe siècle.

## Localisation
L'église, dont le chœur est orienté à l'est-sud-est, est construite au flanc du coteau de la rive gauche de l'Olivet. Deux rues passent en contrebas de sa façade et du mur sud de sa nef, le portail ouest surplombant la rue de près de 2 m. Le village d'Orbigny s'est construit autour d'elle.

## Historique
La construction d'une église vouée à saint Vincent à Orbigny est très ancienne puisqu'elle remonte, selon les écrits de Grégoire de Tours, à l'épiscopat de son prédécesseur Euphrône dans le troisième quart du VIe siècle,. À la même époque, Euphrône fonde aussi à Tours une basilique dédiée à saint Vincent. Les deux églises étaient probablement pourvues de reliques du saint rapportées d'Espagne par Childebert Ier,. Ces restes matériels, laissés par le martyr originaire de Saragosse et qui, selon Grégoire de Tours, « faisaient des miracles », ont été mentionnés par l'évêque de Tours dans son œuvre De Gloria Martyrum,.
Ce premier édifice, dont aucune trace ne subsiste, a peut-être laissé la place à une autre église dont quelques vestiges sont inclus dans la nef romane de l'église actuelle, construite vers la fin du XIe siècle. C'est cette église qui est à plusieurs reprises remaniée aux XIVe et XVe siècles.
Sa façade et les trois premières travées de sa nef sont datées de la fin du XIe ou du début du XIIe siècle. L'avant-chœur, sur base carrée, est abattu jusqu'à mi-hauteur des murs pour être reconstruit et voûté au XIIIe siècle. Au XIVe siècle, sa voûte est détruite et quatre piliers massifs sont ajoutés aux quatre coins. Ce dispositif a pour rôle de supporter les assises du clocher. La chœur roman, certainement muni d'une abside semi-circulaire, est reconstruit au XIIIe siècle en style gothique ; le chevet est désormais plat. Sa voûte et ses baies peuvent être rattachées au XVe siècle.
La nef de l'église est inscrite au titre des monuments historiques le 28 octobre 1926. Dix ans plus tard, c'est le plafond lambrissé de cette partie de l'édifice qui est refait. En 2002, le chœur et le chevet sont restaurés dans le prolongement de la démolition d'une maison vétuste appuyée contre le mur sud de l'église. L'église en totalité est inscrite le 22 juillet 2022.

## Architecture et mobilier

### Architecture

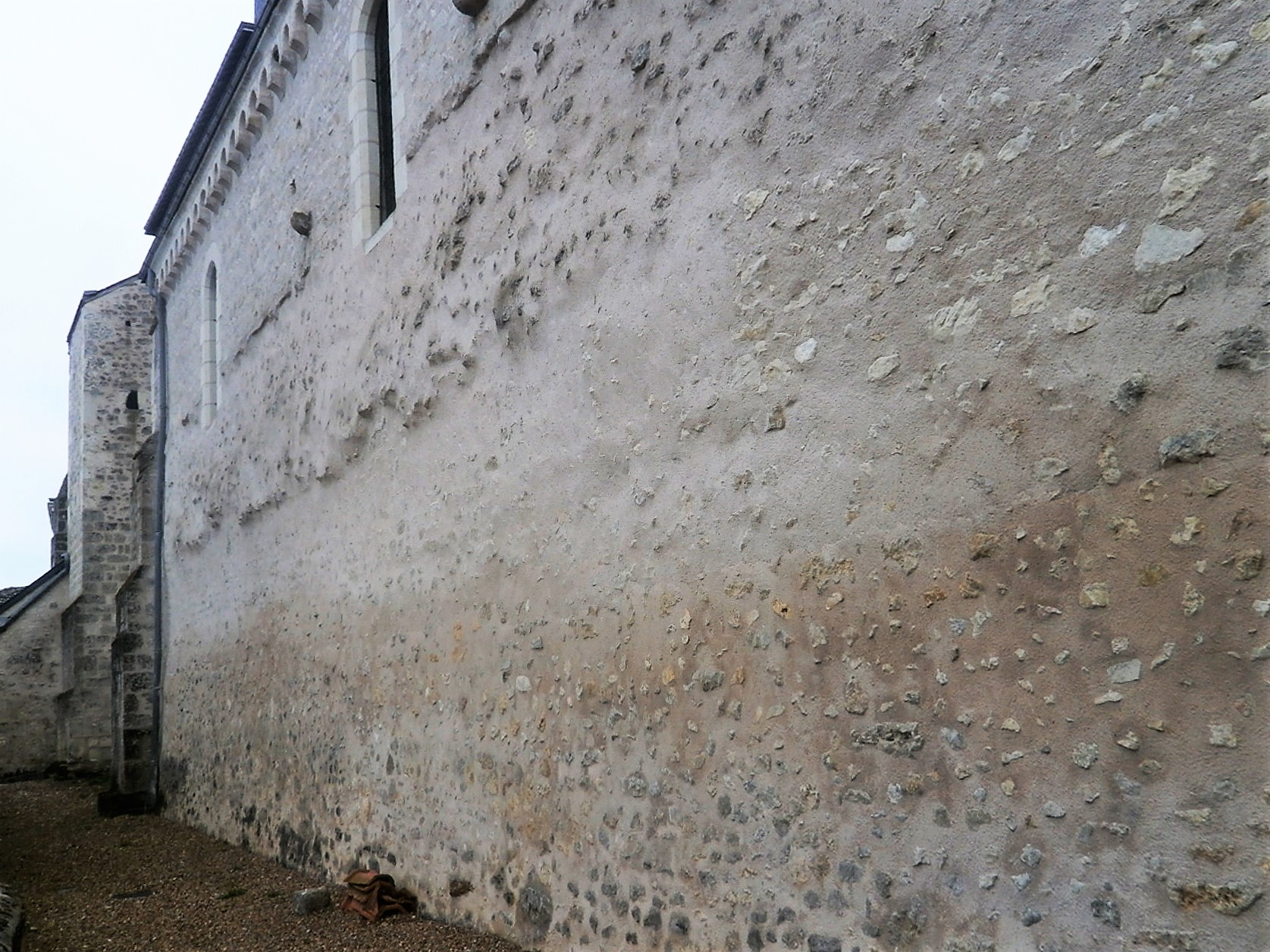
Mur nord de la nef

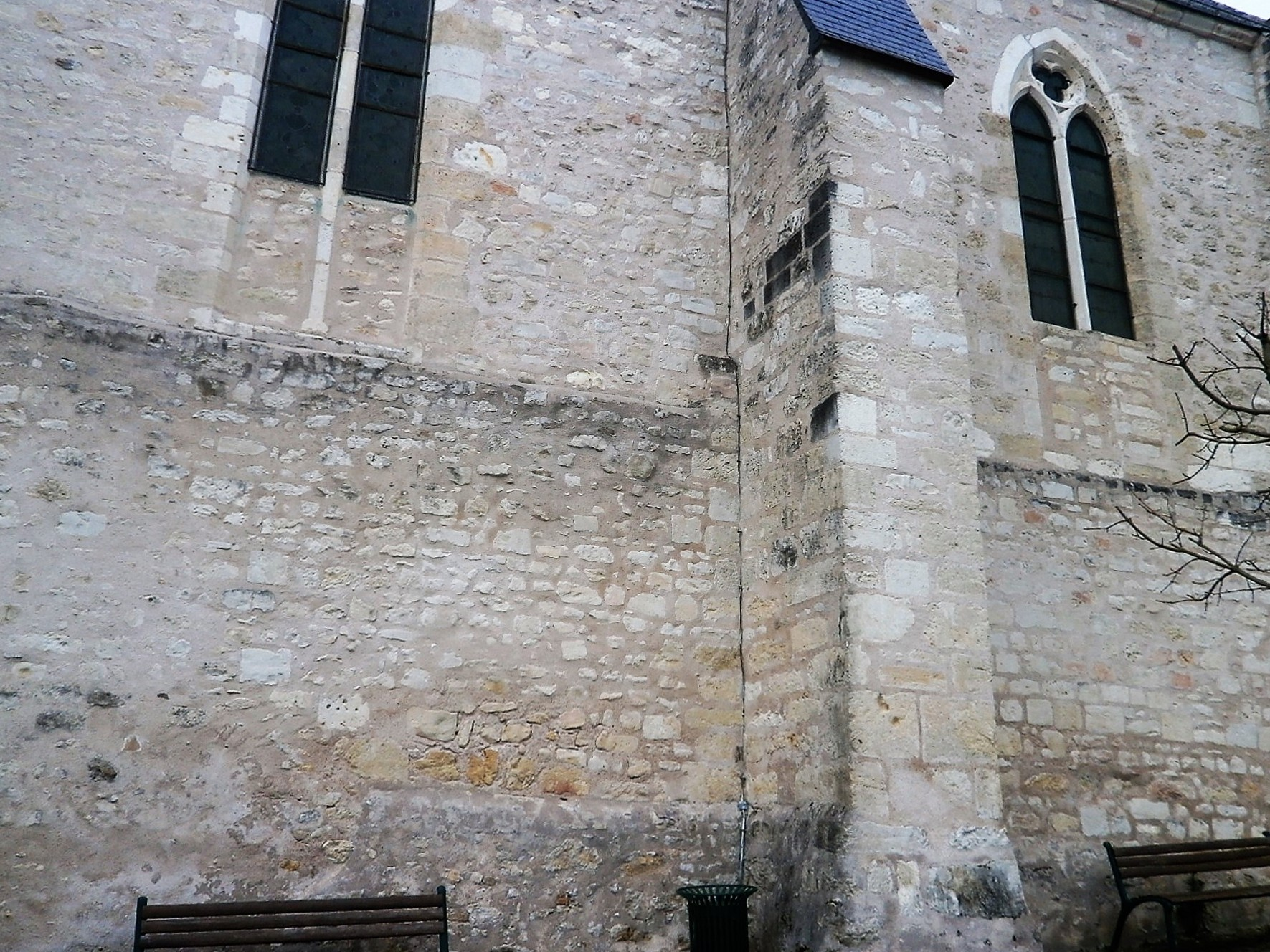
Mur sud du chœur.

L'église se compose, de l'ouest vers l'ouest, d'une nef à vaisseau unique. Du côté sud, des contreforts plaqués simulent trois travées de longueur inégale, le mur nord de la nef étant dépourvu de contreforts ; quatre autres contreforts rythment la façade. Le mur nord montre des vestiges, en petit appareil, sur lesquels ont été remontées les maçonneries de la nef. Vient ensuite un avant-chœur moins large que la nef composé d'une travée sur plan carré qui supporte le clocher. L'édifice est terminé par un chœur à chevet plat, de même largeur que l'avant-chœur ; il est épaulé par six contreforts, deux sur chaque mur gouttereau et deux au chevet ; une sacristie au toit en appentis est accolée au mur nord du chœur. Sur le mur sud de l'avant chœur et du chœur se distingue bien la reprise de construction du XIIIe siècle, la maçonnerie ancienne formant un ressaut.
Les charpentes (nef, clocher et chœur) sont en bois et la couverture en ardoises.
Deux portes s'ouvrent dans la nef. L'une, romane, est percée dans la façade ; la seconde, plus tardive, permet d'accéder par le sud à la travée médiane de la nef. Trois baies en plein cintre s'ouvrent dans le mur gouttereau sud de la nef, deux du côté nord. Un oculus surmonte le portail ouest et remplace une baie en plein cintre dont l'arc est toujours visible. L'avant-chœur est éclairé par une baie sur chaque face latérale, tout comme le chœur qui dispose en outre d'une large baie pratiquée dans son chevet.

### Décoration et mobilier

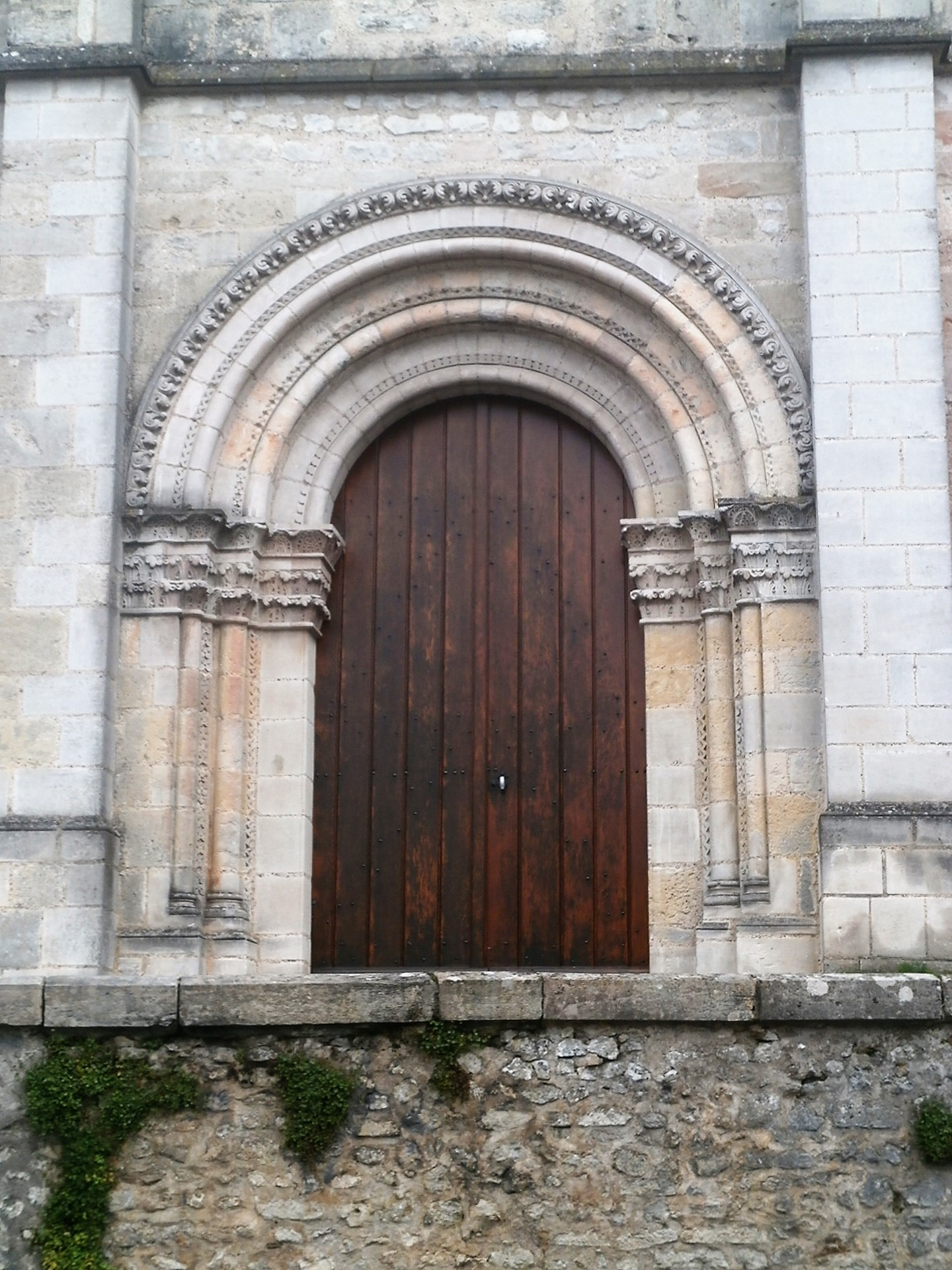
Le portail ouest.

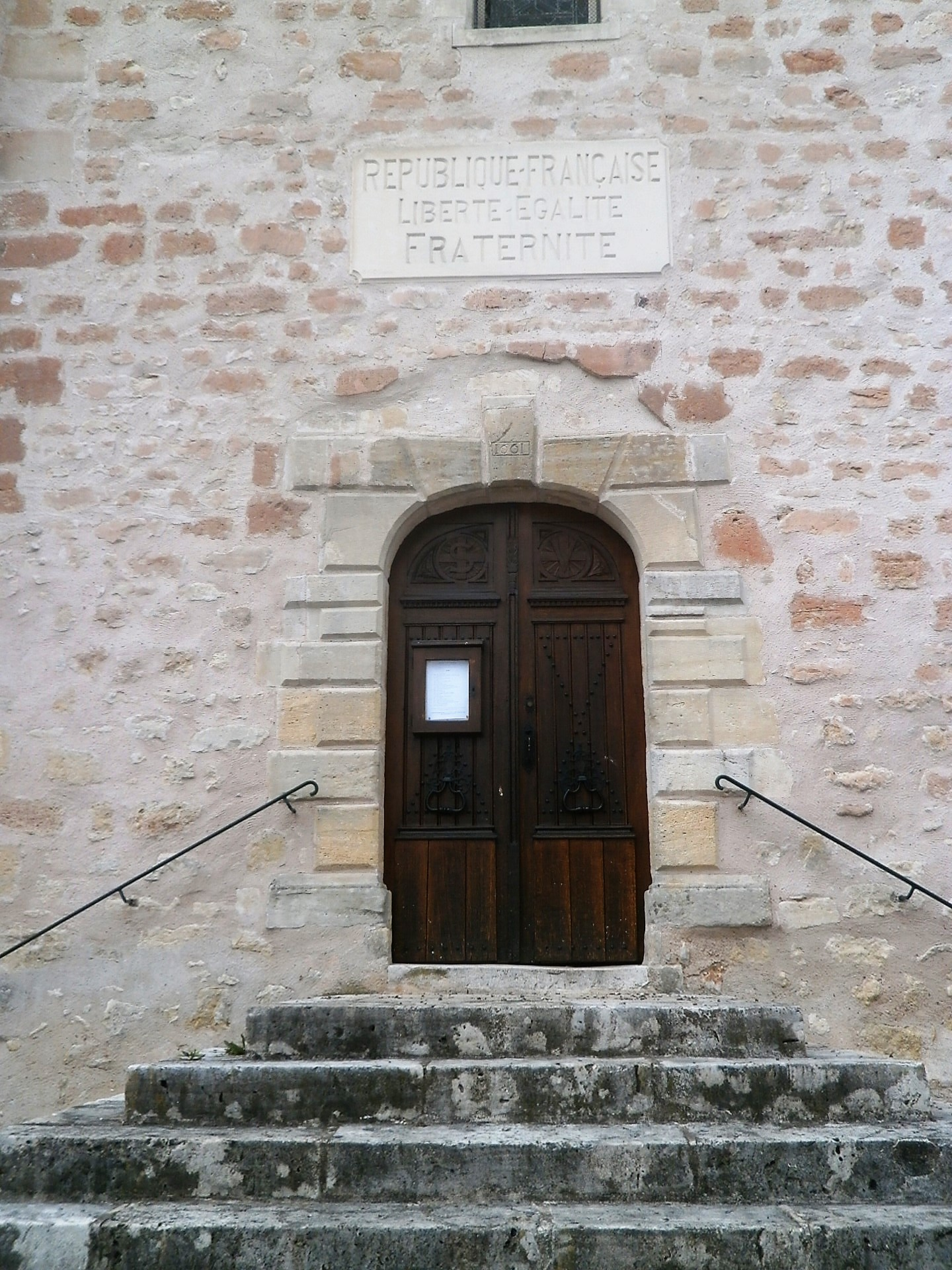
Le portail sud.

Michel de Marolles, abbé de Beaugerais est, en 1629, le parrain de l'une des cloches de l'église, comme en témoigne une inscription gravée sur cette cloche. Cette cloche, ainsi qu'une autre au moins, ont disparu. En 1924, ce sont deux nouvelles cloches qui sont montées dans le clocher.
Le portail ouest de l'église, contemporain de la façade, est de style roman, en plein cintre ; son arc comporte trois voussures décorées de tores et de chevrons, reposant sur des chapiteaux. Un escalier accolé à la façade permet d'y accéder. La porte sud de l'église, plus tardive — une inscription laisse penser qu'elle a été percée ou restaurée en 1661 —, est surmontée d'une dalle de pierre gravée de la devise républicaine « REPUBLIQUE FRANÇAISE - LIBERTE-EGALITE-FRATERNITE ». Cette dalle a remplacé en 1983 une plaque métallique portant la même inscription et posée vers 1906, après l'entrée en vigueur de la loi de séparation des Églises et de l'État.
Si les baies de la nef sont en plein cintre, celles de l'avant-chœur et du chœur sont en ogive. La baie fermant le chœur à l'est et dont les remplages ont été refaits est pourvue d'un vitrail qui provient des ateliers Lobin de Tours (XIXe siècle), tout comme celui situé à l'entrée de la nef, daté de 1883 et qui représente saint Blaise. Un autre vitrail de la nef, représentant sainte Marie-Madeleine, porte la signature de Lux Fournier (1947).